# لنینو (پایگاه هوایی)
لنینو (به روسی: Ленино) یک پایگاه هوایی نظامی واقع در لنینو در کشور روسیه است.